# Esquadrão Aéreo da Guarda Costeira de Cabo Verde
L'Esquadrão Aéreo da Guarda Costeira de Cabo Verde è l'attuale componente aerea della Guarda Costeira della Repubblica di Capo Verde ed incorpora tutti i velivoli delle Forze armate capoverdiane.

## Aeromobili in uso
| Aeromobile                        | Origine          | Tipo                              | Versione (denominazione locale) | In servizio (2017) | Note                                                  | Immagine |
| Aerei da pattugliamento marittimo |                  |                                   |                                 |                    |                                                       |          |
| CASA C-212 Patrullero             | Spagna           | aerei da pattugliamento marittimo | C-212-200P                      | 1                  | 1 consegnato ed in servizio al dicembre 2017.         |          |
| Dornier Do 228                    | Germania         | aerei da pattugliamento marittimo | DO.228-212 MP                   | 1                  | 1 consegnato ed in servizio al dicembre 2017.         |          |
| Embraer EMB 110 Bandeirante       | Brasile          | aerei da pattugliamento marittimo | EMB-110P-1K                     | 1                  | 1 consegnato ed in servizio al dicembre 2017.         |          |
| Beechcraft B360 Super King Air    | Stati Uniti      | ISR MedEvac                       | B360 ER                         | 0                  | 1 B360ER ordinato, con consegna prevista per il 2024. |          |
| Aerei da trasporto                |                  |                                   |                                 |                    |                                                       |          |
| Antonov An-26 Curl                | Unione Sovietica | Aereo da trasporto                | An-26                           | 2                  | 3 consegnati, 2 operativi a dicembre 2017.            |          |
| Let L 410 Turbolet                | Rep. Ceca        | aereo da trasporto leggero        | LET-410UVP                      | 1                  | 1 consegnato ed in organico al dicembre 2017.         |          |
| Elicotteri                        |                  |                                   |                                 |                    |                                                       |          |
| Harbin Z-9 Haitun                 | Cina             | elicottero multiruolo             | Z-9                             | 2                  | 2 consegnati ed in servizio al dicembre 2017.         |          |